# Djidja
 (avril 2023).
Si vous disposez d'ouvrages ou d'articles de référence ou si vous connaissez des sites web de qualité traitant du thème abordé ici, merci de compléter l'article en donnant les références utiles à sa vérifiabilité et en les liant à la section « Notes et références ».
Djidja est une commune du Bénin située au sud du pays dans le département du Zou. Elle est à 3Km d'Abomey et 10km de Dan et représente le grenier du Zou (elle assure la sécurité alimentaire du sud entier grâce à la forte production agricole).
La prison civile d'Abomey se siège désormais dans cette commune dans l'arrondissement de Mougnon.
L'hôpital de zone DAA (Djidja,Abomey, Agbangnizoun) est dans ce même arrondissement (Mougnon) dans le quartier.
Parlant de la musique, plusieurs stars de la musique traditionnelle sont de Djidja. Entre autres nous avons Sèmidjè Agbando, Somandjè Gbesso le roi du gansou, Métokan, Akokpa, Sokpon...
Le quartier Zali a quelques traces touristiques en général des fosses qui donnent l'aspect de la construction inachevée de village souterrain lors des conquêtes du roi Béhanzin qui se réfugiait d'ailleurs à Atchérigbé qui est une localité de Djidja.
La maison de détention est nouvellement construite dans le quartier Zadakon juste après Abomey à Mougnon.
Cette commune offre une chance de transhumance pour les bovins; ce qui crée d'ailleurs parfois des conflits entre éleveurs et agriculteurs. Malgré cette perturbation, les relations amicales demeurent irréversibles entre les étrangers éleveurs peuhls et les agriculteurs sociables. Ceci est remarquable par l'existence du Djida, quartier Zongo Djidja-Malè.

## Géographie
Limité au nord par la commune de Dassa et de Savalou au sud par la commune d’Abomey et de Bohicon à l'ouest par la commune d’Aplahoué et la république du Togo il est limité à l'est par la commune de Covè.
Djidja est situé à environ 36 km environ au nord-ouest de la ville d'Abomey, dans le département de Zou. C'est une petite ville en développement avec beaucoup de possibilités agricoles et artisanales. Compte tenu des difficultés liées à son manque d'infrastructures surtout routières, les potentialités dues à la position géographique par rapport à la frontière du Togo ne sont pas exploitées.
La commune peut être qualifiée de  grenier du Zou (elle assure la sécurité alimentaire du sud entier grâce à la forte production agricole).

### La commune de Dassa fait bien partie des communes limitrophes de Djidja.
|            | Savalou | Covè     |
| Aplahoué   | Djidja  | Za-Kpota |
| Klouékanmè | Abomey  | Bohicon  |

## Histoire
La commune de Djidja est  la plus grande des communes du département Zou ayant 12 arrondissements à savoir : Djidja-centre, Agondji, Agouna, Dan, Dohoinmè, Gobé, Oungbègamè, Monsourou, Mougnon, Outo, Setto et Zoukon.

## Population
Lors du recensement de 2013 (RGPH-4), la commune comptait 123 542 habitants.

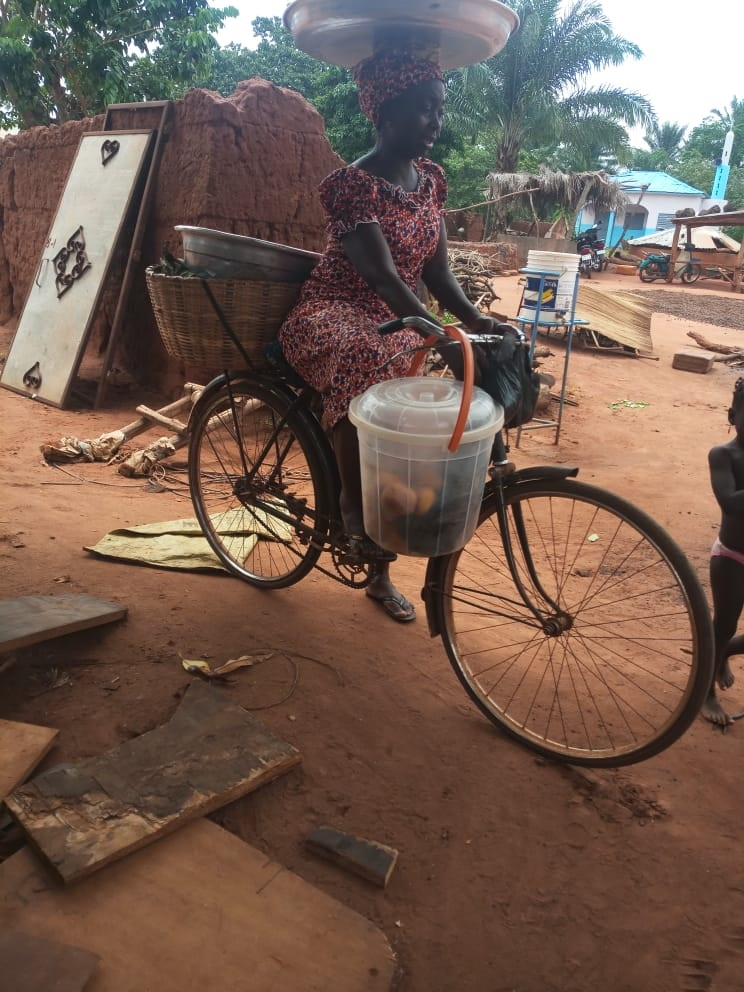
Femme allant au marché.

## Vie économique
L'activité principale est l'agriculture qui subit les difficultés de diminution de la pluviométrie de ces dernières années.

### Liste des maires
- -2016 : Placide Avimadjènon
- 2017-2020 : Théophile Dako
- 2020-2023 : Denis Glegbeto
- 2023- : Mathias Agnoun[4]

## Lieux publics
- Hôpital de zone (DAA)
- École primaire et secondaire
- Djidja dispose également d'une maison de Jeunes
- La prison civile d'Abomey se trouve désormais dans cette commune dans l'arrondissement de Mougnon[5].